# Io Amo il Madagascar
Io Amo il Madagascar (in malgascio Tiako I Madagasikara - TIM) è un partito politico fondato nel 2001 per sostenere Marc Ravalomanana alle elezioni presidenziali del 2001.